# Barbe Tasse
Barbe Tasse (de Taxis ou de Tassis) est une religieuse cistercienne qui fut la 32e abbesse de l'abbaye de la Cambre.

## Héraldique
d'azur, au taisson d'argent

## Historique
Barbe Tasse fut  déposée par l'abbé de Cîteaux, Edmond de la Croix, en septembre 1593 :
« pour avoir endetté son couvent et avoir aliéné sans permission une partie de ses biens y compris des ornements de l'église. »

## Galerie

Gravure des viviers de la Cambre au XVIe siècle
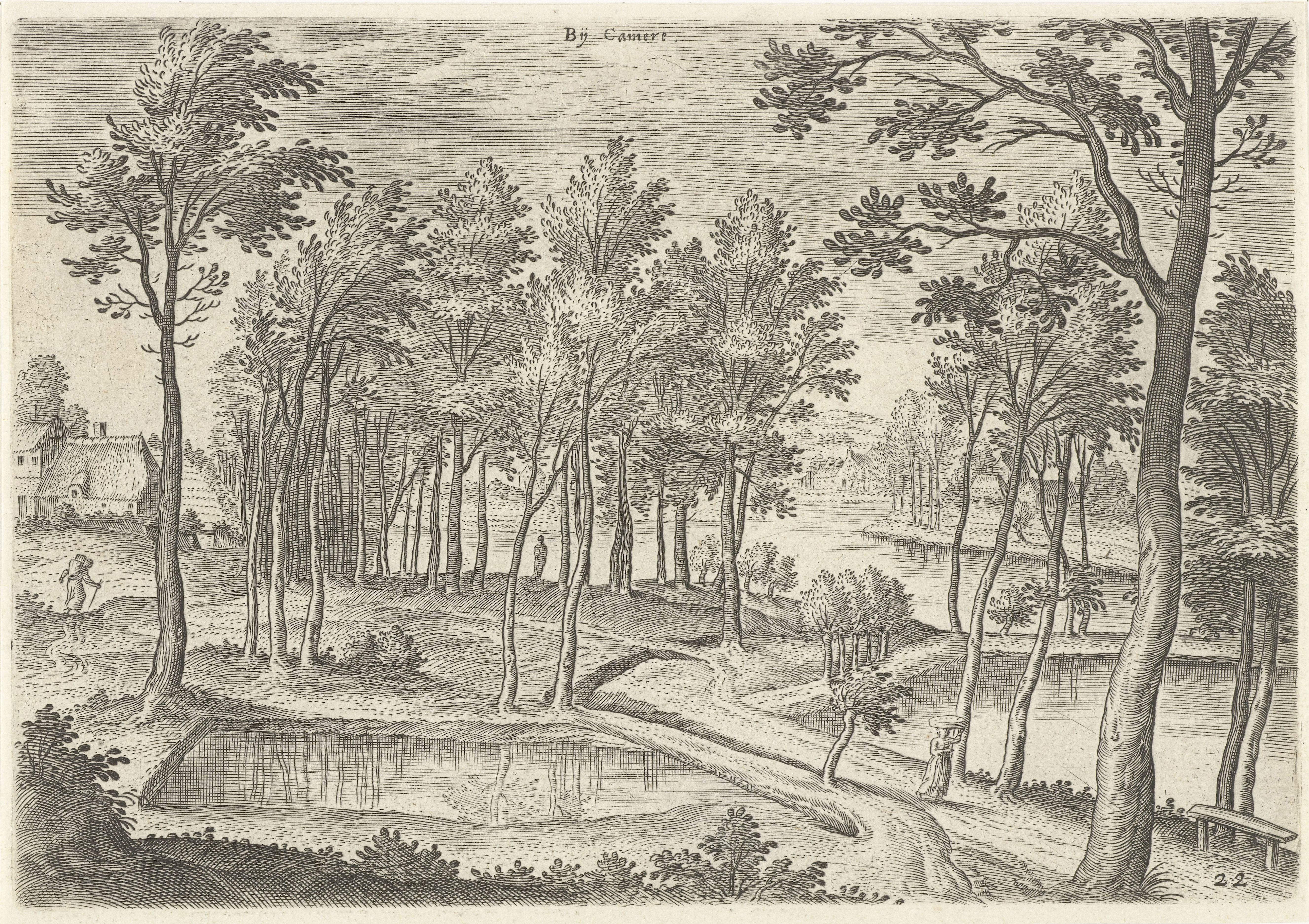
Hans Collaert, Hans Bol, Jacob Grimmer, 1530 - 1580